# Amor urbano
Amor urbano es una teleserie juvenil venezolana producida por Latina Producciones para la cadena Venevisión en el año 2009. Fue producida por Gustavo Silva y escrita por Manuel Mendoza. Fue protagonizada por Oscar Jhon Rivas Tanco, Tomás Rivero, Nathaly Acedo y Laura Vieira. En el año 2010 se transmitió su segunda y última temporada.

## Sinopsis
Oscar o Dj Pana, como prefieran llamarlo, es un jovencito de clase baja de 18 años, hijo de una ama de casa que soñó con ser cantante, y que hizo a un lado sus sueños por forjar una familia. Es estudioso y dedicado, es cariñoso con los vecinos y amigos, les dice “pana” a todos sin importar raza ni condición social. Da la vida por su mamá, pero la ausencia de su padrastro lo incomoda. Dj Pana estudia porque sabe que debe hacerlo para ser alguien en la vida, sin embargo adentro, en su cuerpo, no corre sangre sino música. No quiere otra cosa en la vida, diferente a cantar reguetón, gritar a través de la canción lo que significa no tener nada y ser alguien con la sola dicha de letras y melodías. Sabe que algún día será famoso, lo que no sabe es cuándo llegará ese día. Mientras tanto, muy cerca de él está “Anabela”, niña de clase alta, sifrina y bien vestida. Se siente superior a los demás por el colegio en el que estudia y las niñas que la rodean. Ha crecido creyendo que es rica, porque en su casa nunca ha faltado nada. Ha tenido mujeres de servicios, vacaciones en Disney y Europa, y ropa de marca. A veces se comporta frívola, pero en su interior tiene un gran corazón. “Anabela” tiene un hermano, “Tomasito”, un pequeño de 9 años distraído y juguetón que suele ser un poco desordenado y roñoso, curioso como cualquier niño. Entre Dj Pana y Anabela surge una atracción y un amor que muchos queran terminar pero ellos lo defenderán con valentía, reguetón, salsa y 420.

## Elenco
- Dj Pana - Dj Pana
- Laura Vieira - Anabela Quintero
- Daniela Vielman - La Lupi
- Reinaldo José Pérez - Tomás Eduardo Quintero
- Milena Santander - Gisela de Quintero
- Tomás Rivero - Tomás "Tomasito" Quintero
- Nathaly Acedo - Rebecca "La Becky" Istúriz
- Francisco Javier Paredes - Pedro Pichardo P.P.
- Mayra Africano - Sandra Guerrero
- Mirtha Borges - Doña Ana
- Betty Hass - Doña Restrepo
- Elio Pietrini - Don Giuseppe
- Patricia Olivero - Marlene
- Adriana Prieto - Laura
- Gabriela Fleritt - Emerita
- Daniela Salazar - Vicky
- Juan José Franquiz - Sr. Evaristo
- Dany Lee Sánchez - Willie
- Jorlys Domínguez - Rita Pérez
- Richard Ugas - El Rey
- Cristian A. Morales - Luisito Soler
- Irina Gutiérrez - Linda
- Oriana Perillo - Ornela
- Emily Castellanos - Emily
- Ricardo Sanoja - Ricardo
- Violeta Alemán - Miss Makary
- Sthuard Rodríguez- Ricky
- Diego Flores - Santos
- Priscila Izquierdo - Alicia
- Genesis Petit - La Fedra
- Estefani Camargo - Sofía
- Sofía Camargo - Estefani
- Omar Sabino - Héctor
- Carlos Julián Martínez - Peter
- Karlos Anzalotta - Keven
- Ulises Cassier - Miguelacho
- Josué Villaé - Adonis
- Asdrúbal Blanco

## Tema principal

### Interpretado
- Oscar Jhon Rivas Tanco (Dj Pana)
- Reinaldo Jose Pérez Martin (Tomasito)